# San Pier Maggiore-templom
Az egykori San Pier Maggiore-templom Firenzében a San Pier Maggiorénak szentelt térre nézett.

## Története
Itt állt egy női bencés kolostor, amelyet 1067-ben szenteltek fel, és ezért a város legrégebbiei közé tartozik, és apátnőjének az volt az intézményes feladata, hogy üdvözölje Firenze új püspökét, miután megérkezett a városba. Az apácát ezért firenzei tiszteletlenséggel a püspök feleségének nevezték.
Az ókori román stílusú templom különféle átalakításokon ment át, és tizennegyedik századi gótikus formájában látható a Ridolfo del Ghirlandaio által készített Szent Zenobius-csodával ábrázolt tablón, amely jelenleg az Akadémia Múzeumában látható.
Az épület tele volt értékes műalkotásokkal (a díszítésben szereplő nevek között szerepelt Orcagna, Sandro Botticelli, Perugino, Desiderio da Settignano, Ridolfo del Ghirlandaio), és az eltemetett személyiségek között ott voltak Luca della Robbia, Piero di Cosimo és Mariotto Albertinelli, Alessandra Scala költőnő, Francesco Carletti navigátor és Anton Francesco Grazzini író.
A templomot 1638-ban Matteo Nigetti tervei alapján Luca degli Albizi nagylelkűségének köszönhetően építették át, amikor elkészült a templom előtti karzat (az egyetlen ma is fennmaradt rész). A templom új formáját Giuseppe Zocchi (1744) metszetének köszönhetjük.
1783–1784-ben lebontották, mert nem tartották biztonságosnak: előfordult, hogy 1783. szeptember 2-án egy nem is teherbíró oszlop ledőlt, és kiderült, hogy kőlapokkal körülvett fa magja van. Pietro Leopoldo nagyherceg 1784. július 8-án elrendelte, hogy a templomot és a harangtornyot (utóbbi láthatóan nagyon hasonlít a mai Santa Maria Novelláéhoz) attól tartva, hogy a többit is így építették fel, és az egész komplexum stabilitása veszélybe kerül, lerombolták, és a kolostort szekularizálták.
E pusztító düh hátterében a nagyherceg azon törekvése állt, hogy a lehető legnagyobb mértékben csökkentse a vallási intézmények jelenlétét a városban, ezért megragadta az alkalmat, hogy megszabaduljon egy kolostortól és átszervezze a terület városrendezését. 1785-ben például kihirdették a testvéri közösségek visszaszorítását célzó motu propriót, amely az egyik első ilyen jellegű Európában.
A templom helyén állami lakóházak épültek, amelyek eltörölték a környék ősi pompáját. A homlokzati karzatnak csak három íve maradt fenn, amelyek közül kettőt elzártak és magánlakások foglaltak el. A díszítések és berendezési tárgyak különböző firenzei intézményekbe kerültek, mint például az Ospedale degli Innocenti vagy a San Michele Visdomini templomba.
2015-ben a londoni Nemzeti Galéria egy Francesco Botticiniről és a Szűz Koronázása festményről rendezett kiállítás alkalmával, amely korábban a San Pier Maggioréban, jelenleg pedig az angol múzeumban található, támogatta a templom maradványainak ellenőrzését célzó tanulmányt. a környékbeli magánházakban. Ezeknek a vizsgálatoknak az eredménye nem videón keresztül készült.

## Leírása
A loggia ma egy nagyon különleges és ritka példa Firenze területén, mivel a monumentális építészet maradványainak polgári rezidenciává alakítása határozta meg, amely szerény, bár udvarias elemeket tartalmaz. Monumentális pietra serena elemeivel jelöli az épület elejét, amelyet az oldalívek kitöltéséből született két tömeg és az ősi antabletúra felett futó magastest határoz meg, amelyet most egy öttagú légi korlát megtámasztására csökkentettek, francia erkélyek gyanánt.
Ezzel szemben a központi boltív még mindig nyitva van, de ahelyett, hogy a templom hajójába vezetne, egy utcára nyílik (via di San Pier Maggiore), amelyre más magánházak néznek, amelyek a templom és a kolostor lebontása révén keletkeztek. A 2. sz. harangtorony alatt a via delle Badessén áthalad a kolostoron, a Piazza Salveminin pedig az ókori templom külső profilja látható néhány vízköpővel. A környék összes háza tehát a tizennyolcadik század vége és a tizenkilencedik század eleje közé datálható.
Ami az ősi részt illeti, a homlokzat pilléreit koronázó négy zárókő, amelyek közül kettőn az akantuszlevelek között az Albizi család címere (fekete alapon, két koncentrikus arany körrel, fejjel fekete kereszttel megrakott ezüst) felidézi – amint a frízre vésett felirat is igazolja – a család meghatározó szerepét Luca degli Albizi személyében a komplexum tizenhetedik századi felújításában. Albizi címer is található az árkád még nyitott zárókövén és a szomszédos épületen, amely egykor paplak volt.
A loggia 2004-ben felújításon esett át.

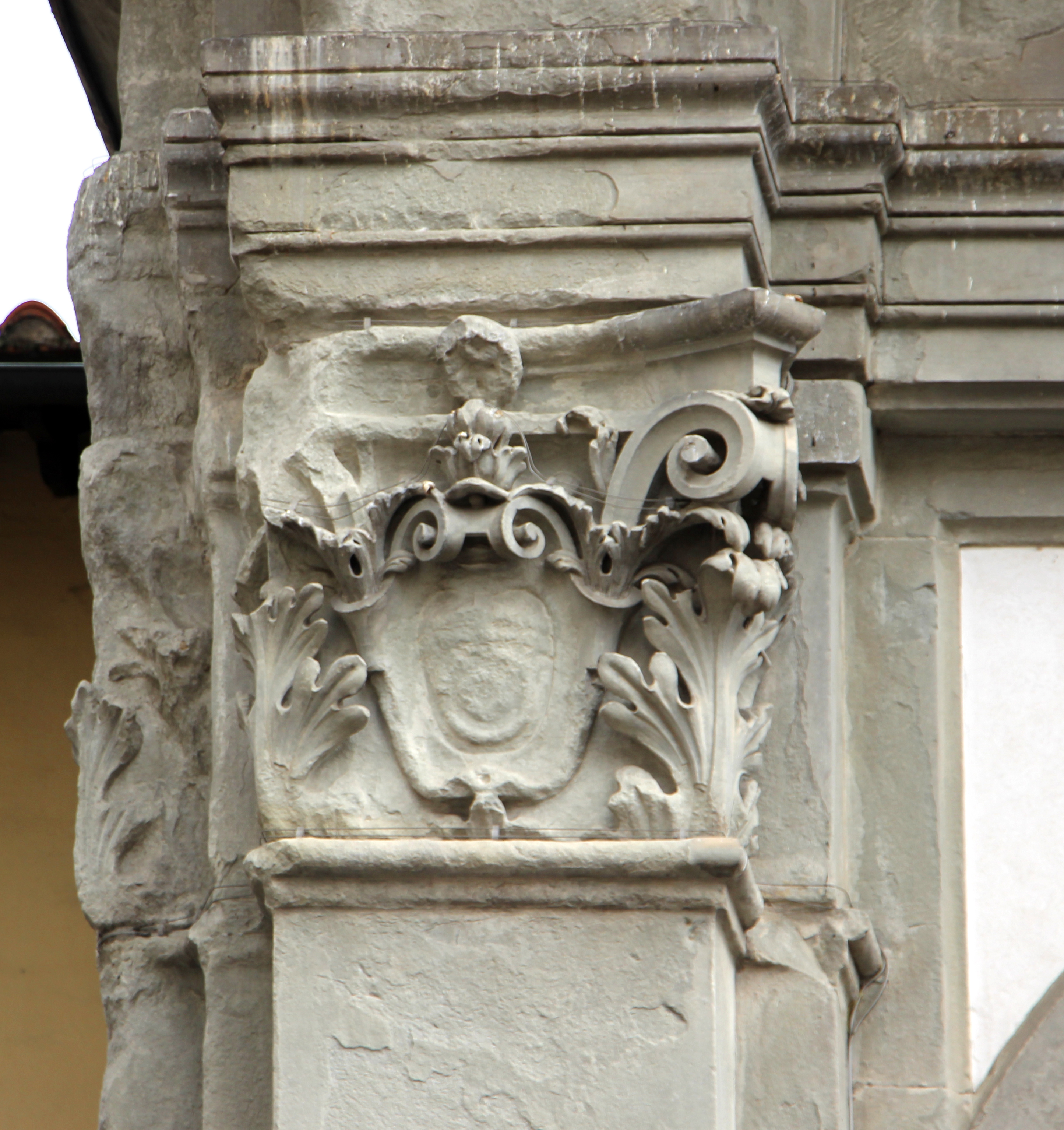
Zárókő Albizi-címerrel
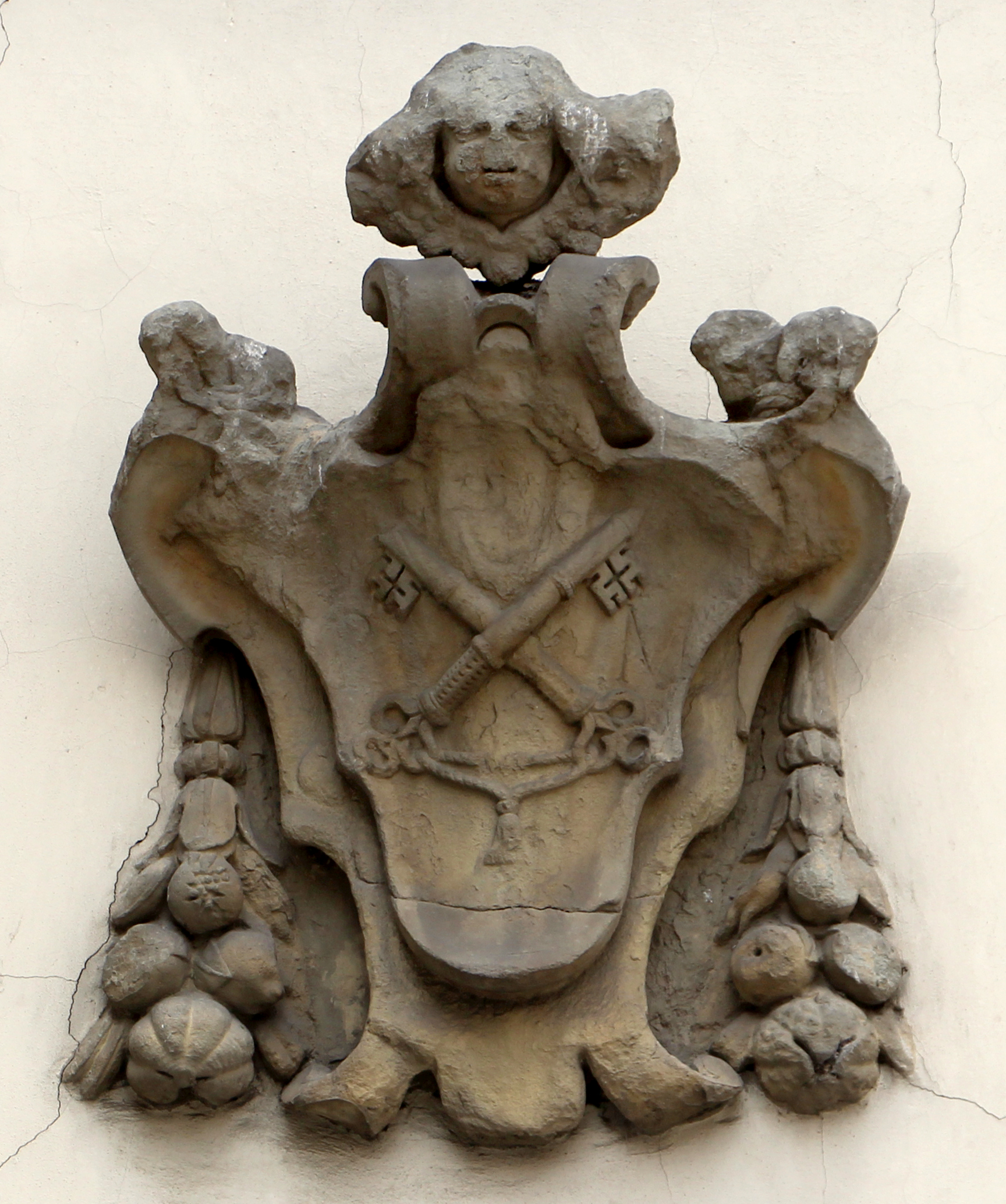
A kolostor címere a paplak ajtaján
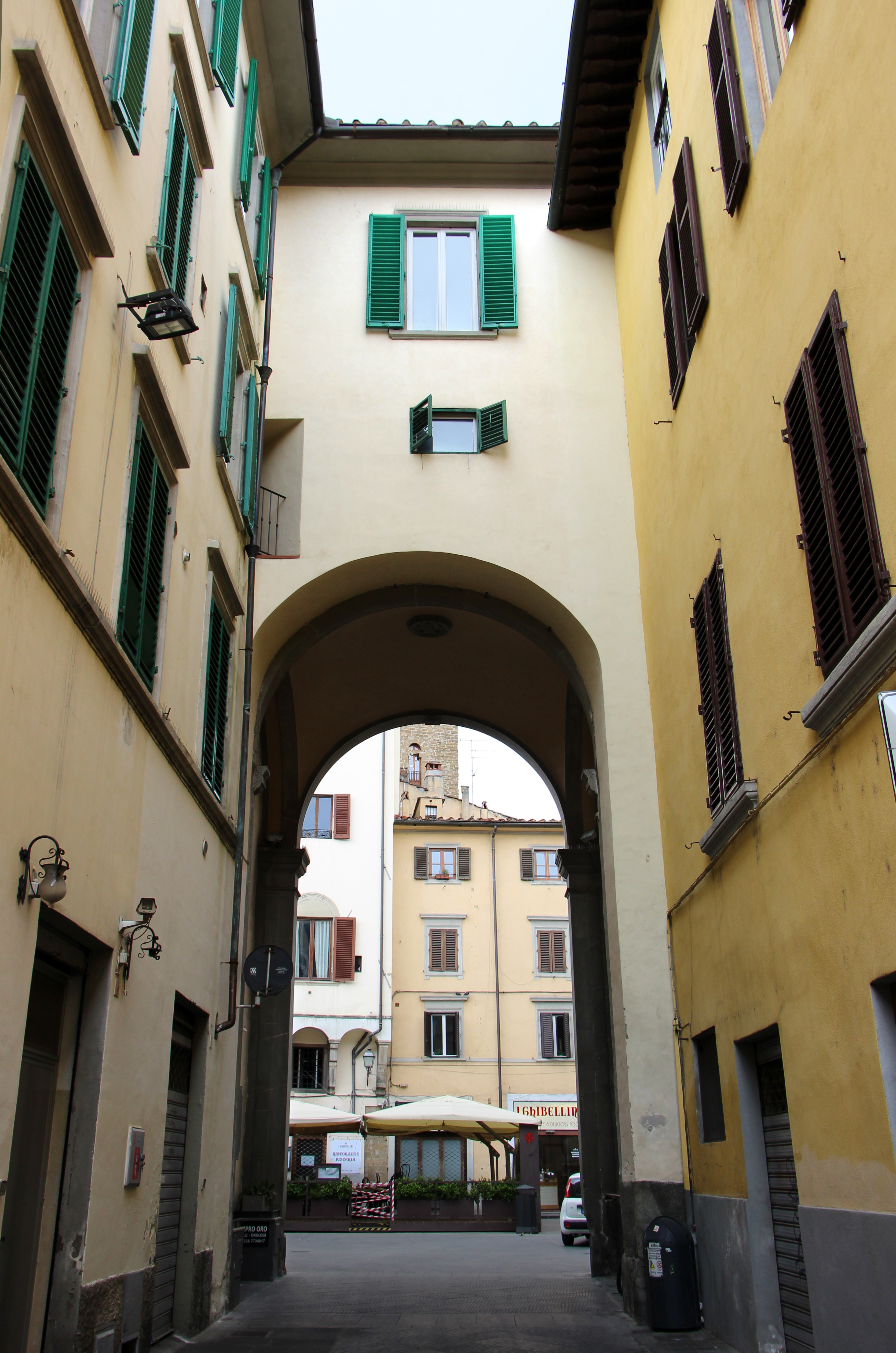
A San Pietro boltozatának hátulja

## Testvériségek
A San Pier Maggioréban és annak melléképületeiben székhellyel rendelkező intézmények között volt az Assunta of San Pier Maggiore is.

## Művek a San Pier Maggioréban
- Francesco Botticini, Mária mennybemenetele (1475–1476)

## Fordítás
- Ez a szócikk részben vagy egészben  a   Chiesa di San Pier Maggiore (Firenze) című olasz Wikipédia-szócikk ezen változatának fordításán alapul.  Az eredeti cikk szerkesztőit annak laptörténete sorolja fel. Ez a jelzés csupán a megfogalmazás eredetét és a szerzői jogokat jelzi, nem szolgál a cikkben szereplő információk forrásmegjelöléseként.

## Bibliográfia
- Giuseppe Zocchi: Scelta di XXIV vedute delle principali Contrade, Piazze, Chiese e Palazzi della Città di Firenze, Firenze, appresso Giuseppe Allegrini, 1744, tav. XVII;
- Federico Fantozzi: Pianta geometrica della città di Firenze alla proporzione di 1 a 4500 levata dal vero e corredata di storiche annotazioni, Firenze, Galileiana, 1843, pp. 168–169, n. 399;
- Walther Limburger: Die Gebäude von Florenz: Architekten, Strassen und Plätze in alphabetischen Verzeichnissen, Lipcse, F. A. Brockhaus, 1910, n. 567;
- Guido Carocci: La chiesa di San Pier Maggiore e la sua demolizione, in "L'Illustratore fiorentino", Calendario Storico anno 1912, IX, 1911, pp. 118-122;
- Emma Mandelli: La piazza di S. Pier Maggiore in Firenze, in Studi e Documenti di Architettura, 1973, 3, pp. 115–173;
- Piero Bargellini–Ennio Guarnieri: Le strade di Firenze, 4 vol., Firenze, Bonechi, 1977–1978, III, 1978, p. 98;
- Giuseppe Zocchi: Vedute di Firenze e della Toscana, szerk. Rainer Michael Mason, Firenze, Libreria Editrice Fiorentina, 1981, pp. 64–65.